# Abdullah Jaroudi (ur. 1938)
Abdullah Jaroudi (ar. عبدالله جارودي; ur. 18 marca 1938 w Bejrucie) – libański strzelec, olimpijczyk. Jego ojciec Abdulllah również był strzelcem.
Brał udział w Letnich Igrzyskach Olimpijskich 1960 (Rzym). Wziął udział w strzelaniu z karabinu małokalibrowego leżąc z 50 metrów, w którym odpadł w kwalifikacjach, zajmując 64. miejsce (na 85 strzelców). 

## Wyniki olimpijskie
| Igrzyska | Konkurencja                       | Wynik                     | Miejsce | Źródło |
| -------- | --------------------------------- | ------------------------- | ------- | ------ |
| IO 1960  | Karabin małokalibrowy leżąc, 50 m | 377 punktów (95-95-91-96) | 64T     | [ 2 ]  |